# Sunstroke
Sunstroke é um supervilão da Marvel.

## História
Quando Dominus (um super-computador criado pela raça dos Arcanos) pousa no sudoeste da América do Sul com a finalidade de dominar a Terra, ele cria seus agentes Butte, Cactus e Gila. Além disso, ele cria também um agente humano, Sunstroke.
Os Vingadores acharam por acaso os domínios de Dominus e encontraram-no. Durante a batalha, Dominus fugiu pelos confins do espaço ao deparar-se com as diferentes personalidades do Cavaleiro Moon knight. Sunstroke também desapareceu então.
Sunstroke estava entre os muitos vilões frequentando a exposição de armas cujo anfitrião era AIM. Sunstroke lutou contra o Capitão América, (que estava disfarçado naquele momento).
Ele se uniu à sétima encarnação dos Masters of Evil na sua tentativa de chantagear os governantes de todo o mundo.

## Poderes e Habilidades
Sunstroke absorve grandes quantidades de energia solar e pode causar uma múltipla diversidade de efeitos como geração de clarões ofuscantes e projetar ondas de calor, além de possuir a habilidade de voar.

## Outras Aparições
Marvel Tales I # 262/2 (Junho, 1992).
Capitão América I # 411-413 (Janeiro-Março, 1993).
Thunderbolts I # 24-25 (Março-Abril, 1999).